# Džoan Bofort, kraljica Škotske
Džoan Bofort, kraljica Škotske je bila kraljica Škotske kao i supruga Džejmsa I od Škotske. Posle njegove smrti se preudala za Džejmsa Stjuarta, viteza od Lorne. U periodu od 1437. do 1439. je bila regent njenom sinu Džejmsu II od Škotske.

## Biografija
Džoan Bofort je bila ćerka Džona Boforta, 1. grofa Somerseta i Margarete Holand. Džoan je takođe bila nećakinja engleskog kralja Henrija IV, prvi rođak koji je svojevremeno uklonjen od Ričarda II i praunuka Edvarda III. Njen stric, Henri Bofort, bio je kardinal i kancelar Engleske.
Škotski kralj Džejms I upoznao je Džoan za vreme zatočeništva u Engleskoj i poznavao je najmanje od 1420. godine. Kaže se da je ona bila inspiracija za čuvenu dugu pesmu The Kingis Quair, napisanu tokom njegovog zatočeništva, nakon što ju je video sa svog prozora u bašti. Brak je bio barem delimično politički, jer je bio deo dogovora za njegovo puštanje iz zatočeništva. Iz engleske perspektive savez sa Bofortima trebalo je da uspostavi savez Škotske sa Englezima, a ne s Francuzima. Pregovori su rezultirali njenim mirazom od 10.000 merki (škotski kovani novac) oduzetim od Džejmsove značajne otkupnine.
Dana 12. februara 1424. Džoan Bofort i kralj Džejms su se venčali u crkvi u Sautvarku. Pratila je svog supruga po povratku iz zatočeništva u Engleskoj u Škotsku, a krunisana je zajedno sa suprugom u opatiji Skoun. Kao kraljica, često je molila kralja za one koji bi mogli biti pogubljeni.
Kraljevski par imao je osmoro dece, uključujući budućeg kralja Džejmsa II i Margaretu Škotsku, buduću suprugu Luja XI iz Francuske.
Džejms I je ubijen u atentatu u Pertu 21. februara 1437. godine. Džoan je takođe bila meta atentatora zajedno sa svojim suprugom, ali je preživela povrede. Uspešno je uputila pristalice svog supruga da napadnu njegovog ubicu Valtera Stjuarta, grofa od Atola, ali je tri meseca kasnije bila prinuđena da se odrekne vlasti. Izgledi da će njima upravljati Engleskinja bili su nepopularni u Škotskoj. Arčibald Daglas, 5. grof od Daglasa je tako postavljen na vlast, iako je ona ostala regent svoga sina.
Krajem jula 1439. godine udala se za Džejmsa Stjuarta, Crnog viteza Lornskog nakon što je dobila papsku dispenzaciju za srodstvo (budući da mu je bila snaha). Sa njim je imala troje dece. Džejms je bio saveznik najnovijeg grofa od Daglasa i sa njim je kovao zaveru da svrgne Aleksandra Livingstona, guvernera zamka Stirling. Livingston je uhapsio Džoan u avgustu 1439. godine i primorao je da se odrekne starateljstva nad mladim kraljem. Godine 1445. sukob između frakcije Daglas / Livingston i kraljičinih pristalica nastavljen je i bila je pod opsadom zamka Danber od grofa Daglasa kada je umrla 15. jula 1445. Sahranjena je u Kartuzijanskom manastiru u Pertu.

## Dodatna literatura
- Brown, M.H. (2004). „Joan [Joan Beaufort] (d. 1445)”. Oxford Dictionary of National Biography (online изд.). Oxford University Press. doi:10.1093/ref:odnb/14646. (Subscription or UK public library membership required.)
- Browning, Charles H. (1898). The Magna Carta Barons and Their American Descendants. London: Genealogical Publishing Company.
- Marshall, Rosalind (2003). Scottish Queens, 1034–1714. Tuckwell Press.
- Weir, Alison (2008). Britain's Royal Families, The Complete Genealogy. London: Vintage Books. ISBN 978-0-09-953973-5.
- Weir, Alison (2007). Mistress of the Monarchy: The Life of Katherine Swynford, Duchess of Lancaster. London: Random House. ISBN 978-0-345-45323-5.